# The Merchant of Venice (film 1972)
The Merchant of Venice è un film per la televisione del 1972 diretto da Cedric Messina. 
Si tratta di una ripresa televisiva dell'opera teatrale di Shakespeare per la serie BBC Play of the Month.

## Trama
A Venezia, Shylock chiede una libbra della carne di Antonio se costui, suo debitore non riuscirà a ripagargli un debito di cui si era fatto garante per Bassanio. Antonio accetta il patto ma, al momento del pagamento, non riesce a restituire il denaro. Davanti al Doge, a difendere Antonio si presenta Baldassarre, un avvocato che è, in realtà, Porzia, la moglie di Bassanio, travestitasi così all'insaputa di tutti. Porzia riesce a risolvere la causa facendo notare che se Shylock vorrà avere a tutti i costi la libbra di carne, potrà averla ma senza versare neanche una goccia di sangue di un cristiano. In caso contrario, sarà condannato a morte e i suoi beni confiscati. Abbandonato anche dalla figlia Jessica, Shylock cede.

## Produzione
Il film fu prodotto nel Regno Unito dalla British Broadcasting Corporation (BBC).

## Distribuzione
Lo spettacolo fu trasmesso dalla British Broadcasting Corporation (BBC) nel Regno Unito il 16 aprile 1972.